# Arne Klingborg
Arne Klingborg (* 4. November 1915 in Stockholm; † 3. November 2005 in Mölnbo, Gemeinde Södertälje) war ein schwedischer Künstler, Ausstellungsmacher, Dozent und Publizist, vor allem in der anthroposophischen Bewegung.

## Leben
Klingborg war langjähriger Vorsitzender und Generalsekretär der anthroposophischen Gesellschaft in Schweden und Leiter des Rudolf-Steiner-Seminars im schwedischen Järna, heute Kulturzentrum Järna, das er zusammen mit Jörgen Smit und anderen 1964 gegründet hatte. Im Goetheanum im schweizerischen Dornach wirkte er sowohl als Gestalter für Teilbereiche des Ausbaus wie als Bühnenbildner, unter anderem für Goethes Faust.  Das Kulturhaus in Järna, das in Zusammenarbeit mit seinem Freund Erik „Abbi“ Asmussen entstand, wurde 1992 eröffnet und gelangte zu nationaler Bekanntheit.

## Ausstellungen
- Der unvollendete Funktionalismus, Liljevalchs konsthall, Stockholm 1980
- Retrospektive, Södertälje Konsthall, Södertälje 6. Juni – 15. August 1998.

## Publikationen (auf Deutsch)
- mit Hagen Biesantz: Das Goetheanum. Der Bauimpuls Rudolf Steiners. Verlag am Goetheanum, Dornach 1978, ISBN 3-7235-0211-3.
- Wunder des Gartens. Urachhaus, Stuttgart 1988, ISBN 3-87838-562-5